# Бубон Віталій Степанович
Віталій Бубон (нар. 20 липня 1983) — український дзюдоїст.

## Досягнення
| Рік  | Турнір          | Місце | Ваговий клас             |
| ---- | --------------- | ----- | ------------------------ |
| 2007 | Чемпіонат світу | 7-й   | Напівважка вага (100 кг) |
| 2005 | Чемпіонат світу | 2-й   | Напівважка вага (100 кг) |
| 2004 | Чемпіонат світу | 7-й   | Напівважка вага (100 кг) |